# Exotica
Exotica var ett musik-fenomen i västvärlden under 1950-talet och det tidiga 1960-talet. Musiken byggde på exotism där salongsmusik blandades med mer eller mindre verkliga influenser från Västindien, Hawaii, Afrika, Brasilien och Polynesien.
De främsta artisterna i genren var orkesterledarna Martin Denny, Les Baxter och Esquivel, samt vokalisten Yma Sumac.
Paralleller till världsmusik kan tänkas, men där så kallad "världsmusik" bygger på möten mellan olika kulturer i musiken handlade exotican snarare om avståndet emellan kulturer: Västerländska storbandsmusiker gjorde ofarlig musik med lätt igenkännbara ljud, melodislingor och arrangemang inspirerade av turist-destinationer.
När genrens nyhetsbehag minskat kom Exotica delvis att ersättas av Space Age Pop där inspirationen hämtades från rymden och Science fiction där elektroniska ljud och stereoeffekter var viktiga ingredienser.
Exotica kom att uppleva en mindre renässans under 1990-talet då indie-ungdomar ironiskt uppskattade den ofta smöriga och spekulativa bortglömda musiken.